# Phanerodonta
Phanerodonta (лат.) — подрод жуков-тускляков из семейства жужелиц и подсемейства харпалин (Harpalinae). Встречаются в центральной Палеарктике: Армения, Ирак, Иран, Казахстан, Кыргызстан, Туркменистан.

## Описание
Подрод был впервые выделен в 1894 году российским энтомологом Тихоном Сергеевичем Чичериным (1869—1904) для типового вида Amara punctipennis Reitter, 1889 из России и первоначально был монотипическим.
Для подрода характерны следующие признаки: у самок и у самцов по 6—8 анальных щетинок, также 6—8 щетинок на средних бёдрах, 6—8 щетинок на задних бёдрах, отсутствие волосков на простернальном межкоксальном отростке, две надглазничные щетинки, есть передние и базальные латеральные волоски на переднеспинке, простые медиальные шпоры передних голеней.

## Виды
К этому подроду относя 4 вида:
- Amara kirghisica Kryzhanovskij, 1962[3] — Казахстан, Кыргызстан[4]
- Amara murgabica Tschitscherine, 1902[5][6] — Таджикистан, Туркменистан[7]
- Amara pseudofulva Ali, 1967[8] — Ирак, Иран[9]
- Amara punctipennis (Reitter, 1889)[10] — Армения
  - syn. Harpalodema punctipenne Reitter, 1889